# Schloss Grötschenreuth

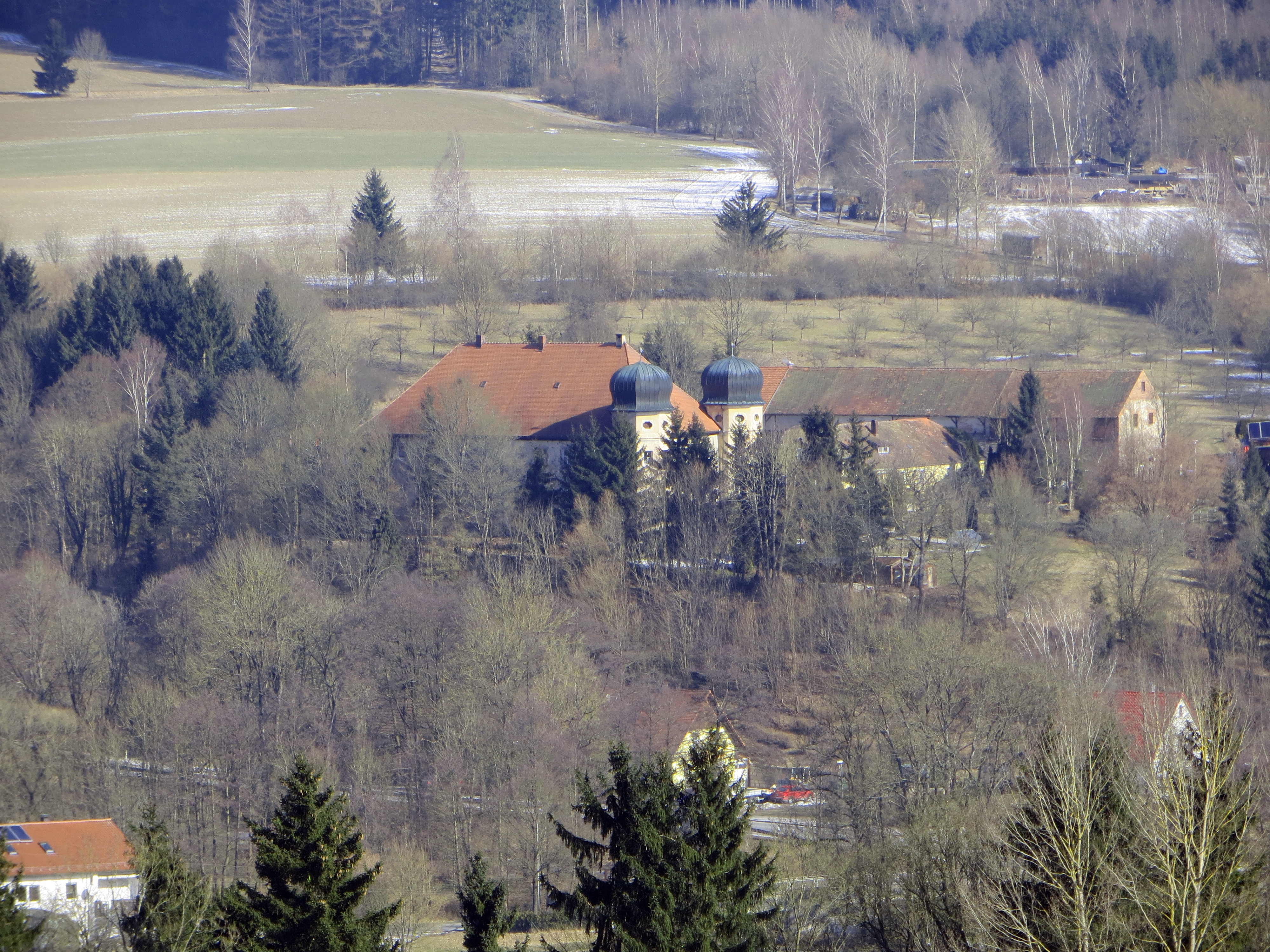
Blick auf das Schloss Grötschenreuth

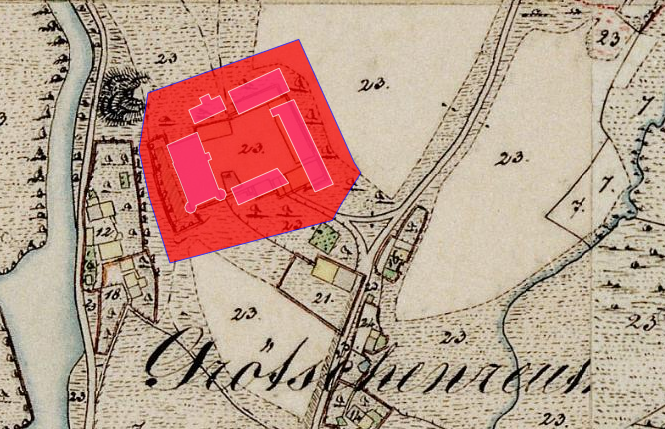
Lageplan von Schloss Grötschenreuth auf dem Urkataster von Bayern

Das denkmalgeschützte Schloss Grötschenreuth befindet sich in dem gleichnamigen Gemeindeteil Grötschenreuth der oberpfälzer Stadt Erbendorf im Landkreis Tirschenreuth (Grötschenreuth F 15 – Grötschenreuth F 19) und ist unter der Aktennummer D-3-77-116-28 als Baudenkmal verzeichnet. „Archäologische Befunde der frühen Neuzeit im Bereich des Schlosses von Grötschenreuth“ werden zudem als Bodendenkmal unter der Aktennummer D-3-6138-0117 geführt.

## Geschichte
Die ehemals selbständige Gemeinde Grötschenreuth wurde in der Bestätigungsurkunde des Papstes Paschalis II. vom 14. April 1109 erstmals als Cretsinruit genannt. In den folgenden Jahrhunderten war das Dorf unter anderem ein Leuchtenbergisches und dann ein kurpfälzisches Lehen.
Egid Steinhauser hatte 1609 die Burg Frauenberg im daneben liegenden Obergrötschenreuth erworben, welche aber bereits baufällig war. Damals brach auch ein Streit über die landesherrliche Zugehörigkeit aus, die so gelöst wurde, dass Frauenberg und Grötschenreuth als pfälzische Lehen gesehen werden. 1611 ließ Egid Steinhauser das neue Schloss Grötschenreuth auf einer Anhöhe über der Fichtelnaab als seinen neuen Wohnsitz errichten. Von 1651 bis zum 19. Jahrhundert waren hier die von Weickmann ansässig. 1803 wird als Gutsherr Josef von Weickmann genannt. 1819 wurde Grötschenreuth der Sitz eines Patrimonialgerichts II. Klasse. Nach der Auflösung der Lehensherrschaften wurde dieses 1849 dem Landgericht älterer Ordnung Erbendorf zugeschlagen und es entwickelte sich die Gemeinde Grötschenreuth, die bis zur Gebietsreform 1972 bestand und dann zur Stadt Erbendorf kam.

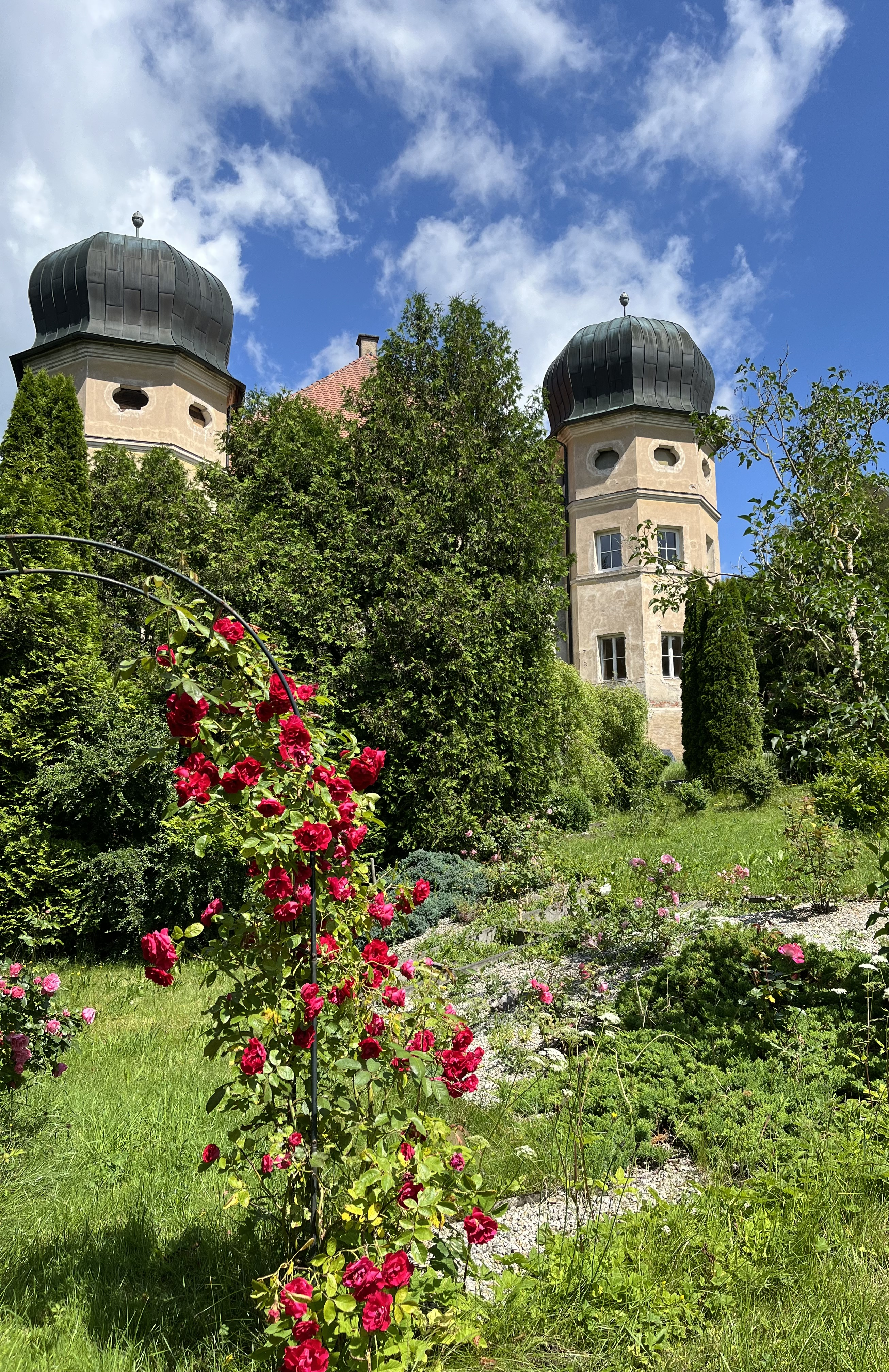
Blick vom Schlossgarten auf die beiden Südtürme

## Schloss Grötschenreuth heute
Das Schloss ist ein oblonger, zweigeschossiger, verputzter Massivbau mit einem Walmdach. Über der Türe befindet sich eine Wappentafel mit der Inschrift: Egidius Steinhauser von Kretschenreuth vnd Fraunberg. Mechtild Steinhauserin eine geborne von Freidenberg sein ehelich Hausfrau, 1611.
Der Portalturm ist mit einer geknickten Spitzhaube von 1870 gedeckt. Zwei überkuppelte Ecktürme weisen nach Süden. Sie sind in barockisierendem Stil von Hermann Selzer um 1924–27 errichtet worden. Die rückwärtige Hofanlage stammt ebenfalls aus der Zeit um 1924. Im Bereich des Schlosses wurden archäologische Befunde und Funde der frühen Neuzeit gemacht.
Das teilrenovierte Schloss ist heute in Privatbesitz und kann nicht besichtigt werden.